# Массовые поджоги цыганских домов в Искитиме (2004—2005)
В 2004—2005 годах в российском городе Искитиме Новосибирской области происходили массовые поджоги цыганских домов, сопровождавшиеся ограблениями, вымогательствами и принудительным выселением жильцов.

## Ход событий
Первые случаи массовых поджогов цыганских домов произошли в конце 2004 года. По утверждению погорельцев одного из домов, в ночь на 20 декабря в их жильё на Уклонной улице вторглись «более 10 вооруженных до зубов молодых людей», прибывших на автомобиле марки Hammer. Нападавшие выстрелили в потолок и приказали отдать им ювелирные украшения, деньги, наркотики и оружие. Самих жильцов они выгнали из дома, а комнаты вместе с вещами облили соляркой, после чего подожгли. Согласно следствию, этой же ночью группировка напала ещё на один дом в Канатном переулке, также устроив поджог.
13 и 16 января 2005 года произошли очередные пожары, один из которых был зафиксирован снова на этих же улицах: один — на Уклонной, другой — в Канатном переулке. Однако факт поджога при последнем случае не установили, в связи с чем уголовные дела не были заведены.
14 февраля 2005 года были совершены поджоги домов на территории цыганского поселения, куда, по данным VN.ru., ворвались «несколько якобы вооруженных молодых людей», а по версии «Коммерсанта» — 20 человек. В результате от пожара тогда пострадали около десяти построек. В начале апреля этого года сгорели ещё два дома, в которых жили цыганские семьи. Сначала загорелся дом на Красноармейской улице, 5, у которого обрушилось перекрытие и выгорела целиком крыша, кроме того, полностью сгорела крыша сарая; затем — двухэтажный кирпичный дом на Карьерной улице, 13, здесь пожар уничтожил всю обрешётку крыши, три дверных и 10 оконных блоков, а также веранду.

## Группа поджигателей
В мае 2005 года оперативниками Управления по борьбе с организованной преступностью были задержаны семь подозреваемых в массовых поджогах; в двух из них, как выяснили сотрудники УБОП, участвовали Олег Бахарев (Бахарь) и руководитель группировки Александр Григорьев (известен как Гриня и Директор), у которого к тому времени уже было две судимости, последняя, согласно изданию «Коммерсантъ», — «за ресторанную драку с сотрудником ФСБ, которого избил металлической урной». Кроме того, в сми сообщалось, что Григорьева пытались убить в 1994, 1995 и 1996 годах: при помощи гранаты Ф-1, пистолета; в числе средств, предназначавшихся для его устранения, называется и некое «мощное» взрывное устройство. Однако криминальный авторитет «всякий раз оставался жив, хоть и получал тяжелые ранения», а в его голове остались две пули от пистолета.

## Рассмотрение дела о массовых поджогах в областном суде
В 2006 году дело о пождогах цыганских домов начали рассматривать в Новосибирском областном суде. Перед процессом обвиняемые отказались от присяжных, хотя ранее каждый из них требовал их присутствия. На скамье подсудимых присутствовало семь человек.
В результате в уголовном деле были предъявлены доказательства по 34 преступным эпизодам. Подозреваемым предъявили обвинения по таким статьям Уголовного кодекса РФ как «Бандитизм», «Организация и участие в преступном сообществе», «Умышленное уничтожение имущества» и «Разбойное нападение». В ходе судебного процесса подсудимые своей вины не признали и заявили несколько ходатайств, большинство из которых были судом отклонены. Также трое подсудимых во время последнего заседания заявили отвод адвокатам из-за малоквалифицированной поддержки, попросив неделю для поиска новых представителей защиты.

## Приговор
В 2008 году Александр Григорьев был приговорен к 14,5 годам колонии строгого режима, остальные участники группировки получили срок от 9 до 12 лет.

## Поджоги после ареста банды
После ареста группировки поджоги некоторое время продолжали совершаться. Причём от ожогов скончалась восьмилетняя девочка, дочь судимой за наркоторговлю женщины.

## Причины поджогов
По одной из версий, от проживавших в Искитиме цыган пытались избавиться местные жители, которые объединились для предотвращения в городе роста наркомании. Также высказывалось мнение, что с распространением в городе наркотиков, вместо правоохранительных структур, борятся бандиты, которое, кроме того, подкреплялось слухами о мести одного из криминальных авторитетов за смерть близкого человека от употребления наркотиков.
Оперативные органы, в свою очередь, считали, что поджигатели преследовали исключительно крыстные цели. По мнению следствия, причиной налётов на цыганские семьи служили меркантильные интересы группировки, а вовсе не попытки избавить город от наркоторговли. В материалах уголовного дела говорится, что цыган вынуждали отказываться от недвижимости, грабили, вымогали деньги и наркотические средства, похищали у них оружие. Например, в материалах дела отмечается случай, когда во время одного из налётов преступники скинули с кровати страдающую от рака цыганку и забрали у неё болеутоляющее средство.

## Переезд цыган из города
В связи с поджогами домов многие цыганские семьи переехали из города. Например, после массовых поджогов 14 февраля 2005 года, когда сгорело около десяти строений, Искитим покинуло приблизительно 400 человек; в свою очередь, «Коммерсантъ» 30 марта 2006 года писал, что «цыганская диаспора, насчитывающая почти сотню человек, покинула город». Однако через некоторое время цыгане начали возвращаться.